# Batman: Arkham
Batman: Arkham là một series game phiêu lưu hành động dựa trên nhân vật truyện tranh Batman (Người Dơi) của DC Comics. Đến nay series này đã phát hành được bốn phần Arkham Asylum, Arkham City, và Arkham Origins và Arkham Knight. Hai phần đầu tiên của series và phần bốn được phát triển bởi Rocksteady Studios, phần ba được phát triển bởi Warner Bros. Games Montréal, tất cả đều được phát hành bởi Warner Bros. Interactive Entertainment. Series games này đã có nhiều sự hợp tác với những người đã có nhiều thành công trong thế giới Batman như Paul Dini (người người viết kịch bản Batman kỳ cựu), các diễn viên lồng tiếng đã tạo được dấu ấn mạnh trước đó trong các bộ phim hoạt hình về Batman như Kevin Conroy và Mark Hamill lần lượt trong vai Batman (Arkham Asylum, Arkham City, và Arkham Knight) và Joker (Arkham Asylum và Arkham City). Ngoài ra còn có Arleen Sorkin trong vai Harley Quinn (Arkham Asylum), C.C.H. Pounder trong vai Amanda Waller và Robert Costanzo trong vai Harvey Bullock (Arkham Origins), và sự tham gia của rất nhiều diễn viên nổi tiếng khác của Mỹ như Troy Baker, Tara Strong, Dee Bradley Baker, Ashley Greene hay Kelly Hu.
Batman: Arkham là một series games hành động phiêu lưu được giới chuyên môn cũng như người chơi đánh giá rất cao về lối dẫn chuyện, tạo hình nhân vật, cơ chế chiến đấu trong games, và nhiều mặt khác, đem lại thành công lớn về mặt thương mại. Địa điểm chính trong series là Gotham City (Thành phố Gotham), nơi Batman sinh sống và chiến đấu. Series games sẽ dẫn người chơi theo chân nhân vật chính Batman phiêu lưu trong một thế giới mở, ngăn chặn những tên tội phạm nổi tiếng nguy hiểm như Joker, Harley Quinn, Riddler, Penguin, Two-Face, Bane, Deadshot, Deathstroke, hay Scarecrow, v.v. Bối cảnh Thành phố Gotham, tạo hình tính cách của Batman, Joker, Harley Quinn, và các nhân vật khác trong series là vô cùng đen tối, chưa bao giờ xuất hiện trong các games trước đây.

## Bối cảnh
Bối cảnh trong cả bốn phần chính của game đều được đặt tại Thành phố Gotham, một thành phố giả tưởng ở Mỹ, dưới sự quản lý của Sở Cảnh sát Thành phố Gotham (Gotham City Police Department hay GCPD), đứng đầu là ngài Ủy viên James Gordon (trước đây là Đại úy Gordon), một sĩ quan cảnh sát hết mình vì công việc. Tuy nhiên những tên tội phạm ở thành phố này được liệt vào hàng cực kỳ thông minh và nguy hiểm như Joker, Harley Quinn, Riddler, Penguin, Two-Face, Ra's al Ghul, Mr. Freeze, Poison Ivy, Bane, hay Scarecrow, v.v. khiến GCPD bị đuối thế trong những trận chiến với bọn chúng. Thành phố này luôn đặt trong tình trạng báo động với tỷ lệ tội phạm ở mức cao.
Batman, tên thật là Bruce Wayne, là một tỷ phú đã mất đi cha mẹ trong một vụ án mạng. Vì thế, anh gần như đã cống hiến toàn bộ sức lực, trí tuệ và của cải của mình để truy quét và tiêu diệt bọn tội phạm với niềm hi vọng có thể mang lại sự bình yên cho Thành phố Gotham. Khác với phần lớn các siêu anh hùng, Batman không có một sức mạnh siêu nhiên nào đặc biệt, nhưng bù lại anh có sức khỏe, trí thông minh, và ý chí chiến đấu tuyệt vời cùng với sự hỗ trợ của các loại vũ khí công nghệ cao, và đặc biệt là tiền bạc để có thể đeo đuổi một cuộc chiến dài hơi tốn kém. Ở bên dưới dinh thự nhà Wayne là căn cứ bí mật của Batman, được gọi là Batcave (Hang Dơi), nơi Batman và ông quản gia trung thành Alfred Pennyworth lên kế hoạch tác chiến và chế tạo ra những món vũ khí mới giúp anh trong chiến đấu. Ngoài ra anh nhận được rất nhiều sự giúp đỡ từ phía những người bạn như Robin, Oracle (con gái của Ủy viên Gordon) hay Catwoman (thực tế Catwoman cũng là một tội phạm, nhưng cô lại có tình cảm đặc biệt với Batman). Đồng thời anh nhận được sự hậu thuẫn rất lớn từ phía GCPD kể từ khi Đại úy Gordon lên làm Ủy viên. Kẻ thù không đội trời chung với Batman là Joker, kẻ đại diện cho "tất cả mọi thứ mà Batman chống lại."
Tuy đã cống hiến tất cả cho cuộc chiến với tội phạm ở Gotham, Batman lại không hề muốn thân phận của mình bị lộ ra ngoài nên anh giữ kín điều này kể cả với những đồng minh thân cận như Ủy viên Gordon. Xuyên suốt các phần trong series Batman: Arkham, ngoài quản gia Alfred thì có rất ít kẻ biết được anh thực sự là ai, ví dụ như Hugo Strange, Ra's al Ghul và con gái là Talia al Ghul trong Batman: Arkham City hay Bane trong Batman: Arkham Origins. Tuy nhiên vì những lợi ích và âm mưu cá nhân hoặc một số lý do đặc biệt khác (Hugo Strange và Ra's al Ghul bị chết, Talia al Ghul có tình cảm với Bruce Wayne, Bane bị mất trí nhớ), thông tin này vẫn chưa bị rò rỉ ra công chúng. Trong Batman: Arkham City, sau khi giăng bẫy bắt được Batman, Joker đã không cho phép Harley Quinn gỡ mặt nạ của anh ra vì hắn cho rằng sẽ chẳng còn gì là vui nếu biết Batman thực sự là ai.
Batman đã từng tuyên bố anh sẽ không bao giờ lấy đi một mạng sống nào nên những đòn thế Batman tung ra trong games chỉ mang tính triệt hạ, đánh cho kẻ thù bất tỉnh. Kể cả đối với những kẻ thù mà anh ghét cay ghét đắng như Joker anh cũng không bao giờ xuống tay sát hại, thậm chí còn cứu chúng trong rất nhiều trường hợp nguy hiểm. Đây là một điểm yếu của Batman mà nhiều kẻ thù của anh đặc biệt là Joker khai thác triệt để trong series Batman: Arkham. Tuy nhiên series games này đã rất thành công trong việc khắc họa phần đen tối trong con người Batman, một Batman lạnh lùng và tàn nhẫn với kẻ thù của mình hơn.

## Các phần chính

### Batman: Arkham Asylum(2009)
Game được phát triển bởi Rocksteady Studios, phát hành bởi Eidos Interactive kết hợp cùng Warner Bros. Interactive Entertainment cho các nền tảng PlayStation 3 và Xbox 360 vào 25 tháng 8 năm 2009, và Microsoft Windows vào 15 tháng 9 cùng năm. Phiên bản "Game Của Năm" (Game of the Year hay GotY) sau đó được ra mắt vào 26 tháng 3 năm 2010, và một phiên bản cho nền tảng OS X cũng được ra mắt vào tháng 11 năm 2011.
Trong một lần Batman bắt giữ được Joker và giải hắn đến Nhà thương điên Arkham (Arkham Asylum, nơi giam giữ những tên tội phạm điên rồ), trên đường đi Joker bình tĩnh một cách kỳ lạ khiến Batman có linh cảm xấu. Linh cảm của anh đã đúng, đây thực chất chỉ là một phần trong kế hoạch đã được tính toán từ trước của Joker. Với sự trợ giúp của Harley Quinn, Joker chiếm được quyền kiểm soát Arkham Asylum, nhốt Batman và đám cảnh sát ở bên trong và thả hết toàn bộ tội phạm đang bị giam giữ khiến tình hình trở nên cực kỳ hỗn loạn. Joker đe dọa sẽ kích nổ bom và thải chất độc Titan ra toàn bộ Thành phố Gotham (một loại chất độc hóa học dựa trên chất độc Venom). Batman cuối cùng cũng đánh bại được đám tội phạm, tìm đến chỗ Joker và ngăn chặn thành công kế hoạch điên rồ của hắn.

### Batman: Arkham City(2011)
Game tiếp tục được phát triển bởi Rocksteady Studios, và phát hành bởi Warner Bros. Interactive Entertainment lần đầu cho các nền tảng PlayStation 3 và Xbox 360 vào ngày 18 tháng 10 năm 2011, cho nền tảng Microsoft Windows vào ngày 22 tháng 11 cùng năm. Phiên bản spin-off Batman: Arkham City Lockdown cho các nền tảng di động được ra mắt vào ngày 7 tháng 12 năm 2011; phiên bản "Game Của Năm" chứa toàn bộ các phần mở rộng của game (DLC) ra mắt vào ngày 29 tháng 5 năm 2012; phiên bản cho các nền tảng Wii U và OS X lần lượt được ra mắt vào tháng 11 và 12, 2012. Diễn viên Mark Hamill, người đã tạo nên thành công cho nhât vật Joker tuyên bố đây là lần cuối ông lồng tiếng nhân vật Joker.
Bối cảnh trong game là một năm sau các sự kiện diễn ra ở Batman: Arkham Asylum. Batman phải lần mò từng bước trong siêu nhà ngục Arkham City, điều tra một kế hoạch tội ác mang tên "Protocol 10" được điều khiển bởi Hugo Strange, kẻ biết được anh thực sự là ai. Mặt khác, anh bị vướng vào cái bẫy mà Joker và Harley Quinn giăng ra và bị tiêm vào người một lượng máu bị nhiễm độc Titan của Joker, mục đích của hắn là lợi dụng Batman đi tìm thuốc giải độc ở chỗ Mr. Freeze. Trong game, ngoài Batman người chơi còn có thể điều khiển nhân vật Catwoman. Trong qua trình phiêu lưu, Batman và Catwoman phải chiến đấu với rất nhiều tuyến nhân vật khác nhau và dần vén lên bức màn sự thật của kẻ đứng sau "Protocol 10" cũng như bí mật của Joker. Game kết thúc với việc nhờ có thêm sự giúp sức của Catwoman, "Protocol 10" được ngăn chặn và Joker bị chết bởi chất độc Titan dù Batman đã cố gắng cứu hắn. Trong bản DLC Harley Quinn's Revenge, Harley Quinn quay trở lại tập hợp lực lượng trả thù Batman cho cái chết của Joker. Người chơi phải điều khiển Batman và Robin ngăn chặn kế hoạch trả thù của Harley Quinn.

### Batman: Arkham Origins(2013)
Sau Batman: Arkham City, Rocksteady Studios tuyên bố họ sẽ không phát triển phần tiếp theo của series. Warner Bros. Games Montréal đã đảm nhận công việc này, game được phát hành toàn cầu vào ngày 25 tháng 10 năm 2013 bởi Warner Bros. Interactive Entertainment cho các nền tảng PlayStation 3, Xbox 360, Wii U và Microsoft Windows. Một phiên bản song song mang tên Batman: Arkham Origins Blackgate dành cho các nền tảng Nintendo 3DS và PlayStation Vita được ra mắt cùng lúc với phiên bản game chính; phiên bản spin-off cùng tên cho các nền tảng di động Android và iOS cũng được ra mắt vào tháng 10 năm 2013; và một bộ phim hoạt hình mang tên Batman: Assault on Arkham có nội dung là các diễn biến tiếp theo sau Batman: Arkham Origins được ra mắt năm 2014. Game có nhiều sự xáo trộn trong nhân sự khi Corey May và Dooma Wendschuh thay thế Paul Dini trong việc viết kịch bản; Roger Craig Smith và Troy Baker thay thế Kevin Conroy và Mark Hamill lần lượt lồng tiếng cho hai nhân vật Batman và Joker.
Các sự kiện trong game diễn ra khoảng 5 năm trước Batman: Arkham Asylum, trong bối cảnh một Thành phố Gotham dưới bàn tay của những quan chức tha hóa tiếp tay cho bọn tội phạm và mafia hoành hành. Lúc này Batman chỉ mới chập chững vào nghề và là lần đầu tiên anh đụng độ Joker. Không nhiều người ở Gotham biết đến anh, thậm chí Đại úy James Gordon và GCPD còn truy nã anh như một tên tội phạm. Batman nhận được thông tin Black Mask đã thuê 8 sát thủ hàng đầu để tiêu diệt anh, đồng thời treo giải thưởng 50 triệu Mỹ kim cho bất kỳ ai có mạng của Batman. Trong số 8 sát thủ này có những tên đặc biệt nguy hiểm như Bane, Deathstroke, hay Deadshot. Trong quá trình điều tra Batman phát hiện ra một kẻ bí ẩn mang tên Joker đã khống chế và giả dạng Black Mask đứng sau toàn bộ sự việc ở trên. Hắn còn có kế hoạch điên rồ là thổi tung cả Thành phố Gotham. Joker thừa nhận với Bác sĩ Harleen Quinzel (cô bắt đầu đem lòng yêu Joker và sau này tự biến mình thành một tên tội phạm với biệt danh mới Harley Quinn) rằng hắn và Batman có một mối liên kết đặc biệt và cuộc chạm trán giữa hai người là cuộc đối đầu định mệnh. Batman cuối cùng đã đánh bại đám sát thủ, khống chế được Joker và giam giữ hắn trong Ngục Blackgate. Đồng thời, Đại úy Gordon và GCPD, cũng như người dân Gotham bắt đầu nhìn nhận Batman dưới một góc nhìn hoàn toàn khác.

### Batman: Arkham Knight(2015)
Batman: Arkham Knight đánh dấu sự trở lại của nhà phát triển Rocksteady Studios với kỳ vọng mang lại nhiều thay đổi đột phá. Game ra mắt vào ngày 23 tháng 6 năm 2015 cho các nền tảng PlayStation 4, Xbox One, và Microsoft Windows bởi Warner Bros. Interactive Entertainment. Rocksteady Studios dự tính đây sẽ là game cuối cùng phát triển bởi họ trong series này. Diễn viên Kevin Conroy quay trở lại lồng tiếng cho Batman cùng với dàn diễn viên nổi tiếng như John Noble, Troy Baker, Tara Strong, và Ashley Greene.
Một năm sau cái chết của Joker trong Batman: Arkham City, Thành phố Gotham đã bình yên hơn rất nhiều. Không còn những chiêu trò của Joker, những kẻ khác gần như không có cơ hội tạo nên những đột biến lớn. Thế nhưng, Batman lại rơi vào trạng thái phải vật lộn với cảm giác khó chịu khi kẻ thù truyền kiếp của mình đã không còn, như Joker đã nói đến trước đây rằng Batman và hắn có một mối liên kết đặc biệt. Và đây là lúc những kẻ thù khác của Batman thấy được cơ hội để tiêu diệt anh. Vào đêm Halloween, Scarecrow bất ngờ xuất hiện và đe dọa Gotham rằng hắn đã đặt bom và một loại khí đặc biệt do hắn mới tạo ra hây nên ảo ảnh sợ hãi cho kẻ nào hít phải ở trên toàn thành phố. Gotham rơi vào tình trạng hỗn loạn của một cuộc di tản lớn lên đến 6 triệu người đang sinh sống trong thành phố này. Dẫn đến việc trong thành phố lúc này gần như chỉ còn bóng dáng của nhưng tên lưu manh và tội phạm, khiến mọi chuyện vượt qua tầm kiểm soát của Ủy viên James Gordon và GCPD. Scarecrow được cho là đối lập với Joker, tính cách quái gở của Joker khiến những tên tội phạm khác ngoài Harley Quinn đều không muốn hợp tác với hắn, chúng chỉ lợi dụng sự hỗn loạn gây ra bởi Joker để thực hiện những âm mưu riêng. Scarecrow thì khác, hắn có khả năng tập hợp những kẻ thù lâu năm của Batman như là Penguin, Two-Face, Harley Quinn, Riddler, Poison Ivy, và cả một đội quân lớn để tạo thành một tập đoàn tội ác với mục đích tiêu diệt Batman. Ngoài ra game còn hé lộ một kẻ thù bí ẩn khác với khả năng vượt trội mang tên Arkham Knight.

### Nhân vật
|                                         | Batman: Arkham Asylum (2009) | Batman: Arkham City (2011) | Batman: Arkham City Lockdown (2011) | Batman: Arkham Origins (2013) | Batman: Arkham Origins Blackgate (2013) | Batman: Arkham Knight (2015) |  |
| --------------------------------------- | ---------------------------- | -------------------------- | ----------------------------------- | ----------------------------- | --------------------------------------- | ---------------------------- |  |
| Bruce Wayne Batman                      | Kevin Conroy                 | Kevin Conroy               | Kevin Conroy                        | Roger Craig Smith             | Roger Craig Smith                       | Kevin Conroy                 |  |
| Joker                                   | Mark Hamill                  | Mark Hamill                | Mark Hamill                         | Troy Baker                    | Troy Baker                              | Mark Hamill                  |  |
| James Gordon                            | Tom Kane                     | David Kaye                 |                                     | Michael Gough                 | Michael Gough                           | Jonathan Banks               |  |
| Bane                                    | Fred Tatasciore              | Fred Tatasciore            |                                     | J.B. Blanc                    | không có lời thoại                      |                              |  |
| Barbara Gordon Oracle / Batgirl         | Kimberly Brooks              | Kimberly Brooks            |                                     | không rõ                      |                                         | Ashley Greene                |  |
| Dr. Harleen Quinzel Harley Quinn        | Arleen Sorkin                | Tara Strong                | Tara Strong                         | Tara Strong                   |                                         | Tara Strong                  |  |
| Edward Nashton/Nigma The Riddler/Enigma | Wally Wingert                | Wally Wingert              |                                     | Wally Wingert                 |                                         | Wally Wingert                |  |
| Waylon Jones Killer Croc                | Steven Blum                  | Steven Blum                |                                     | Khary Payton                  |                                         |                              |  |
| Pamela Isley Poison Ivy                 | Tasia Valenza                | Tasia Valenza              | Amy Carle                           |                               |                                         | Tasia Valenza                |  |
| Victor Zsasz                            | Danny Jacobs                 | Danny Jacobs               |                                     |                               |                                         |                              |  |
| Quincy Sharp                            | Tom Kane                     | Tom Kane                   |                                     | Tom Kane                      |                                         |                              |  |
| Aaron Cash                              | Duane R. Shepard, Sr.        | Duane R. Shepard, Sr.      |                                     |                               |                                         | không rõ                     |  |
| Martha Wayne                            | Tasia Valenza                | Tasia Valenza              |                                     | không rõ                      |                                         |                              |  |
| Jack Ryder                              | James Horan                  | James Horan                |                                     | không rõ                      |                                         |                              |  |
| Jonathan Crane Scarecrow                | Dino Andrade                 |                            |                                     |                               |                                         | John Noble                   |  |
| Thomas Wayne                            | Kevin Conroy                 | không có lời thoại         |                                     | không rõ                      |                                         |                              |  |
| Amadeus Arkham                          | Tom Kane                     |                            |                                     |                               |                                         |                              |  |
| Frank Boles                             | Danny Jacobs                 |                            |                                     |                               |                                         |                              |  |
| Penelope Young                          | Cree Summer                  |                            |                                     |                               |                                         |                              |  |
| Alfred Pennyworth                       |                              | Martin Jarvis              |                                     | Martin Jarvis                 |                                         | không rõ                     |  |
| Oswald Cobblepot The Penguin            |                              | Nolan North                |                                     | Nolan North                   | Nolan North                             | Nolan North                  |  |
| Floyd Lawton Deadshot                   |                              | Chris Cox                  |                                     | không rõ                      |                                         |                              |  |
| Jervis Tetch Mad Hatter                 |                              | Peter MacNicol             |                                     | Peter MacNicol                |                                         |                              |  |
| Roman Sionis Black Mask                 |                              | Nolan North                |                                     | Brian Bloom                   | Brian Bloom                             |                              |  |
| Selina Kyle Catwoman                    |                              | Grey DeLisle               |                                     |                               | Grey DeLisle                            | không rõ                     |  |
| Hugo Strange                            |                              | Corey Burton               | Corey Burton                        |                               |                                         |                              |  |
| Ra's al Ghul                            |                              | Dee Bradley Baker          |                                     |                               |                                         |                              |  |
| Talia al Ghul                           |                              | Stana Katic                |                                     |                               |                                         |                              |  |
| Victor Fries Mr. Freeze                 |                              | Maurice LaMarche           |                                     | Maurice LaMarche              |                                         |                              |  |
| Harvey Dent Two-Face                    |                              | Troy Baker                 | Troy Baker                          |                               |                                         | Troy Baker                   |  |
| Basil Karlo Clayface                    |                              | Rick D. Wasserman          |                                     |                               |                                         |                              |  |
| Tim Drake Robin                         |                              | Troy Baker                 | Troy Baker                          |                               |                                         | không rõ                     |  |
| Solomon Grundy                          |                              | Fred Tatasciore            | Fred Tatasciore                     |                               | không rõ                                |                              |  |
| Thomas Elliot                           |                              | Kevin Conroy               |                                     |                               |                                         |                              |  |
| Julian Day Calendar Man                 |                              | Maurice LaMarche           |                                     | không có lời thoại            |                                         |                              |  |
| Azrael                                  |                              | Khary Payton               |                                     |                               |                                         | Khary Payton                 |  |
| Vicki Vale                              |                              | Grey DeLisle               |                                     | không rõ                      |                                         |                              |  |
| Hammer                                  |                              | Fred Tatasciore            | Fred Tatasciore                     |                               |                                         |                              |  |
| Sickle                                  |                              | Steven Blum                |                                     |                               |                                         |                              |  |
| Dick Grayson Nightwing/Robin            |                              | không có lời thoại         |                                     | Josh Keaton                   |                                         | Scott Porter                 |  |
| Slade Wilson Deathstroke                |                              |                            | Larry Grimm                         | Mark Rolston                  |                                         |                              |  |
| Copperhead                              |                              |                            |                                     | Rosa Salazar                  |                                         |                              |  |
| Anarky                                  |                              |                            |                                     | Matthew Mercer                |                                         |                              |  |
| Alberto Falcone                         |                              |                            |                                     | không rõ                      |                                         |                              |  |
| Gillian B. Loeb                         |                              |                            |                                     | không rõ                      |                                         |                              |  |
| Branden                                 |                              |                            |                                     | không rõ                      |                                         |                              |  |
| Garfield Lynns Firefly                  |                              |                            |                                     | Crispin Freeman               |                                         | không rõ                     |  |
| Lester Buchinsky Electrocutioner        |                              |                            |                                     | Steven Blum                   |                                         |                              |  |
| Shiva                                   |                              |                            |                                     | Kelly Hu                      |                                         |                              |  |
| Amanda Waller                           |                              |                            |                                     | C. C. H. Pounder              | C. C. H. Pounder                        |                              |  |
| Warden Martin Joseph                    |                              |                            |                                     | Khary Payton                  | Khary Payton                            |                              |  |
| Harvey Bullock                          |                              |                            |                                     | Robert Costanzo               |                                         |                              |  |
| Kirigi                                  |                              |                            |                                     | không rõ                      |                                         |                              |  |
| Ferris Boyle                            |                              |                            |                                     | không rõ                      |                                         |                              |  |
| Bronze Tiger                            |                              |                            |                                     |                               | không rõ                                |                              |  |
| Rick Flag Jr.                           |                              |                            |                                     |                               | không rõ                                |                              |  |
| Arkham Knight                           |                              |                            |                                     |                               |                                         | Troy Baker                   |  |
| Jason Todd Red Hood                     |                              |                            |                                     |                               |                                         | Troy Baker                   |  |
| Lucius Fox                              |                              |                            |                                     |                               |                                         | không rõ                     |  |

## Phong cách chơi (gameplay)

Cơ chế Freeflow cho phép nhà phát triển xây dựng những trận chiến hoành tráng giữa Batman và hàng tá kẻ thù xung quanh với những đòn thế đẹp mắt.

Batman: Arkham thuộc thể loại phiêu lưu hành động trong thế giới mở kết hợp với hành động lén lút ở góc nhìn thứ ba. Series đã định nghĩa một cơ chế chiến đấu mới cho game hành động làm nên thành công vang dội được gọi là Freeflow, sau này rất nhiều games hành động nổi tiếng khác cũng áp dụng một phần hoặc toàn bộ cơ chế này. Freeflow cho phép Batman tấn công (attack) liên tục từ đối phương này sang đối phương khác một cách tự do để duy trì combo (cũng có thể kết hợp thêm với các món vũ khí), khi combo đạt đủ ngưỡng, Batman có thể tung ra những đòn chí mạng hạ gục kẻ thù hoặc gây choáng (stun) diện rộng. Một điều quan trọng khác là người chơi phải chú ý dấu hiệu cảnh báo khi đối phương tấn công để ra đòn phản công (counter, được tính vào combo) hoặc né tránh (evade), tránh việc bị mất chuỗi combo. Đối mặt với một số loại kẻ thù đặc biệt như boss, lính mặc áo giáp dày, cầm bảng đỡ, cầm baton điện hoặc cầm dao thì Batman cần sử dụng những tổ hợp phím bấm đặc biệt để tấn công cũng như né đòn và phản công. Khi phải đối mặt với nhóm kẻ thù có súng thì Batman sẽ khó có cơ hội tiếp cận chúng trực tiếp do lượng sát thương gây ra bởi súng rất lớn. Batman cần phải ẩn nấp và chờ thời cơ thuận tiện để hạ gục từng tên một, cơ chế Detective Vision đóng vai trò quan trọng trong chiến thuật này. Detective Vision giúp Batman quét chi tiết toàn bộ không gian xung quanh, từ đó xác định được bước đi tiếp theo một cách hợp lý.
Ở ngoài thế giới mở, Batman có thể bay lượn tự do nhờ áo choàng đặc biệt và sử dụng súng móc sắt (grapnel gun) móc vào rìa tường hoặc cột đèn. Ngoài ra, trên người Batman còn có các dụng cụ hữu ích khác giúp anh chiến đấu và hoàn thành nhiệm vụ. Mỗi lần hoàn thành nhiệm vụ hoặc chiến thắng trong các trận chiến, Batman được cộng thêm điểm kinh nghiệm và tăng level, mỗi lần tăng level Batman có thể học thêm các kỹ năng chiến đấu mới hoặc nâng cấp vũ khí. Song song với nhiệm vụ chính dẫn theo cốt truyện, người chơi còn có thể làm thêm các nhiệm vụ phụ để tích lũy thêm điểm kinh nghiệm. Nhiệm vụ phụ rất đa dạng như điều tra các vụ án hay ngăn chặn các tội ác của các băng đảng lưu manh khắp thành phố cũng như tội ác của những tên tội phạm khác.

## Đánh giá và tiếp nhận
| Trò chơi               | GameRankings                                         | Metacritic                                           |
| ---------------------- | ---------------------------------------------------- | ---------------------------------------------------- |
| Batman: Arkham Asylum  | 92.07% (PS3) 92.34% (X360) 91.89% (PC)               | 91 (PS3) 92 (X360) 91 (PC)                           |
| Batman: Arkham City    | 96.12% (PS3) 93.89% (X360) 90.43% (PC) 84.87% (WiiU) | 96 (PS3) 94 (X360) 91 (PC) 85 (WiiU)                 |
| Batman: Arkham Origins | 73.59% (PS3) 73.14% (X360) 73.57% (PC) 70.60%(WiiU)  | 76/100 (PS3) 74/100 (X360) 74/100 (PC) 70/100 (WiiU) |
| Batman: Arkham Knight  | 88.45% (PS4) 86.43% (XONE) 67.50% (PC)               | 88/100 (PS4) 85/100 (XONE) 63/100 (PC)               |

Batman: Arkham Asylum nhận được đánh giá cực kỳ cao từ phía các nhà chuyên môn cũng như người chơi, đặc biệt về cách dẫn chuyện và nhiều mặt khác; và đã thắng rất nhiều giải thưởng quan trọng, bao gồm "Game Phiêu Lưu Hành Động xuất sắc nhất" (Best Action Adventure Game), "Game xuất sắc nhất" (Best Game), hay là "Game Của Năm" (Game of the Year) từ các trang và tạp chí về games uy tín trên Thế giới. Batman: Arkham Asylum được kỷ lục Guinness xếp hạng là "Game Về Đề Tài Siêu Anh Hùng Được Đánh Giá Cao Nhất" ("Most Critically Acclaimed Superhero Game Ever"), nhưng bị chính bản kế nhiệm Batman: Arkham City soán ngôi sau đó.
Batman: Arkham City, một lần nữa nhận được vô số đánh giá rất cao về cốt truyện, thiết kế nhân vật và thế giới, âm thanh, gameplay và cơ chế chiến đấu. Game luôn đứng đầu trong danh sách những game có đánh giá cao nhất năm 2011 theo trang Metacritic và thắng vô số giải thưởng quan trọng như "Game Của Năm" (Game of the Year), "Game Hành Động xuất sắc nhất" (Best Action Game), "Game Phiêu Lưu xuất sắc nhất" (Best Adventure Game), "Game Phiêu Lưu Hành Động xuất sắc nhất" (Best Action Adventure Game), v.v. từ nhiều trang và tạp chí games uy tín. Batman: Arkham City hiện đang giữ kỷ lục Guinness là "Game Về Đề Tài Siêu Anh Hùng Được Đánh Giá Cao Nhất" ("Most Critically Acclaimed Superhero Game Ever").
Batman: Arkham Origins vẫn nhận được những đánh giá và điểm số tốt từ các chuyên gia, nhưng game bị chê là lặp lại nội dung của hai phiên bản trước quá nhiều và có những cải tiến không thực sự cần thiết như chế độ Multiplayer.
Sự quay trở lại của Rocksteady Studios cùng với thành công vang dội của hai phần đầu tiên do họ phát triển khiến lần ra mắt phần tiếp theo Batman: Arkham Knight được giới truyền thông rất chú ý. Game tiếp tục nhận được rất nhiều đánh giá tích cực, đặc biệt là việc lần đầu tiên Batman có thể điểu khiển siêu xe Batmobile cũng như bối cảnh Gotham City cực kỳ rộng lớn. Tuy nhiên, phiên bản ra mắt trên PC có rất nhiều lỗi kỹ thuật không đáng có, dẫn tới việc Valve phải gỡ bỏ game này khỏi hệ thống phân phối trực tuyến Steam của họ, cũng như rất nhiều nhà phân phối khác cũng đã bỏ phiên bản PC.